# Маліка Шерават
Маліка Шерават (справжнє ім'я Риму Ламба; 24 жовтня 1976, село Мот, округ Хісар, штат Хар'яна, Індія) — індійська акторка, знімається переважно в Боллівуді. Індійські ЗМІ часто називають її секс-символом. Одна з небагатьох індійських акторок, що знімалися в Голлівуді.

## Біографія
Народилася в місті Рохтак 26 жовтня 1976 року, за національністю джатка. Здобула ступінь з філософії в Делійському університеті. Вона взяла екранний псевдонім Маліка, що означає «Володарка», щоб уникнути плутанини з іншими акторками на ім'я Риму. «Шерават» — дошлюбне прізвище її матері.

## Кар'єра
До приходу в кінематограф знімалася в телевізійній рекламі. Найбільш відомий фільм з її участю — романтична комедія Pyaar Ke Side Effects, яка отримала особливо позитивні відгуки критики. У 2005 році Шерават знялася у китайському фільмі «Міф» разом з Джекі Чаном, виконавши роль індійської дівчини, яка врятувала головного героя з річки. Це був її перший міжнародний фільм.

## Фільмографія
| Рік  | Українська назва     | Оригінальна назва       | Роль                  |
| ---- | -------------------- | ----------------------- | --------------------- |
| 2002 | Живи для мене        | Jeena Sirf Merre Liye   | Сіма                  |
| 2003 | Анатомія кохання 2   | Khwahish                | Лекха                 |
| 2004 | Поцілунок долі       | Kis Kis Ki Kismat       | Міна Мадхок           |
| 2004 |                      | Murder                  | Сімран Сайгал         |
| 2005 |                      | Bachke Rehna Re Baba    | Падміні / Алка / Міра |
| 2005 | Міф                  | The Myth                | Саманта               |
| 2006 |                      | Pyaar Ke Side Effects   | Тріша Маллік          |
| 2006 |                      | Shaadi Se Pehle         | Санія                 |
| 2006 |                      | Darna Zaroori Hai       | Рія                   |
| 2007 | Гуру: Шлях до успіху | Guru                    | Чампа                 |
| 2007 |                      | Aap Ka Suroor           | Рубі Джеймс           |
| 2007 | Ласкаво просимо      | Welcome                 | Ішіка                 |
| 2008 |                      | Dasavathaaram           | Жасмін                |
| 2008 |                      | Ugly Aur Pagli          | Кухуміні              |
| 2008 |                      | Maan Gaye Mughal-e-Azam | Шабнам                |
| 2010 |                      | Hisss                   | Нагін                 |
| 2011 | Дякую                | Thank You               | Разія                 |
| 2011 |                      | Bin Bulaye Baraati      | Шалу                  |
| 2011 |                      | Double Dhamaal          | Каміні                |
| 2011 |                      | Politics of Love        | Аретха Гупта          |
| 2011 |                      | Osthe                   | Маліка                |
| 2012 |                      | Tezz                    | Лайла                 |
| 2012 |                      | Kismat Love Paisa Dilli | Ловіна                |
| 2015 |                      | Dirty Politics          | Анокхі Деві           |